# الليدزيشثيس
الليدزيشثيس (بالإنجليزية: leedsichthys)‏ هي مجموعة من الأسماك العظمية المنقرضة وهي أكبر مجموعة مجموعة من الأسماك العظمية في التاريخ، والتي كانت تعيش في محيطات العصر الجوراسي .

## الإكتشاف
تم الكشف عن رفات أول ليدزيشثيس في القرن التاسع عشر .